# Јевреји у Словачкој
Јевреји у Словачкој  као антисемитска нација пореклом са Блиског истока, на територију Словачке дошли су као компактна верска заједница, која се у средњем веку сви више ширила  из своје домовине по целом свету. Први Јевреји дошли су на територију данашње Словачке заједно са римским легијама у 1. веку, док први извештаји о јеврејским трговцима датирају из 10. века.
Јевреји у Словачкој припадају ашкенаском становништву, јер њихови преци потичу из средње и источне Европе. Ова популација је сачувала своју културни идентитет и специфично обичајно верско право, минхаг, све до холокауста. Њихов језик је углавном био јидиш. Строго поштовање језика и верских правила јудаизма довело је до издвајања и изолације Јевреја због етничких, верских и културних разлика.
У 1930. године број становника на територији Словачке који су се пријавили јеврејској верској заједници био је 136.737, а према попису из 2011. године преостало их је 1.999. На то је највише утицао холокауст и депортација Јевреја у Другом светском рату након којих је у избеглиштву и логорима живот изгубио велики број словачких Јевреја.

## Почеци насељавања и развоја јеврејских заједница (11—19. век)
Историја јеврејског становништва на територији данашње Словачке најбоље се може разумети ако се сагледава у односу на Словаке, Мађаре, Немце, Пољаке, Русине и друге народе овог традиционално мешовитог региона, као и на мађарски, чехословачки и словачки државни систем коме су Јевреји припадали. Децентрализовани карактер територије и значај њених регионалних посебности снажно су утицали на развој јеврејске заједнице, помажући у обликовању широког спектра верских, културних и политичких опредељења током њене историје.
Иако постоје докази о јеврејској миграцији на територију данашње Словачке из Чешке, Аустрије и Немачке у 11. веку, коју је пратило  оснивање прве јеврејске заједнице у Братислави (Прессбург, Позсони) крајем 13. века, миграција и насељавање у 17. и 18. века имало је најзначајнији утицај на даљи развој јеврејске заједнице. Охрабрени мађарском аристократијом, Јевреји који су се досељавали у северну Мађарску из Моравске, Галиције и Буковине и Доње Аустрије имали су тенденцију да се насељавају близу граница држава из којих су дошли и да одржавају верске, културне и језичке везе са јеврејским заједницама широм друге стране границе.
Значајан раст и побољшање социјалног и економског положаја јеврејског становништва током 19. века био је у великој мери резултат реформи верске толеранције које је донео Јозеф II. (Systematica Gentis Judaicae Regulatio), 1783. Братислава је постала седиште мађарског јеврејског православља под вођством чувеног рабина Мосхе Сцхреибера, познатог као Цхатам Софер (1762—1839), који је служио као рабин у Братислави од 1806. године до своје смрти. Основао је утицајну јешиву и из Братиславе водио традиционалистичку борбу против брзог ширења верске реформе. У 1868. години, годину дана након уставног компромиса (Аусглиецх), Јевреји у Мађарској су се поделили на фракције Неолог (мађарска реформа), православне и статус кво, услед нерешеног сукоба који је произишао из јеврејског конгреса у Будимпешти који је организовала влада. Већина јеврејских заједница у северној Мађарској биле су православне, мада је било важних неолошких јеврејских заједница у Братислави и Кошицама (Касцхау, Касса).

### Спишски Јевреји
Долазак Јевреја у источне делове Словачке започео је у раном средњем веку. Није их било много и нису могли формирати велике заједнице. У већем броју населили су тек у 18. веку, али их је у Спишу било мање него у другим источно-словачким регионима. То је омогућено прогласом о толеранцији Јозефа II. (Systematica Gentis Judaicae Regulatio), којим је уклоњена нетолеранција и верска дискриминација Јевреја. Једини услов у овом акту био је да Јевреји своја изворна јеврејска имена промене у немачка, о чему се старао рабин задужен да води матичне књиге рођених и умрлих.
По доласку у Спиш, Јевреји су почели су да оснивају нове заједнице, удружују се у верске заједнице и сходно томе граде молитвене домове, оснивају јеврејске школе и јеврејска гробља.
Јевреји из пољске Шлеске који су дошли на територију северног Спиша, кренули су из Кракова, Старе Њубовне  и Спишке Старе Вес, наставили долином реке Попрад стигли до централног Спиша и до долине Хњилецка.
Немачки предузетници, који су до тада доминирали послом у Спишу, опирали су се јеврејској конкуренцији, која је аристократским породицама омогућавала изнајмљивање пабова, дестилерија, пивара, финансирање предузећа итд. Немцима је у томе помогла привилегија Нонтолерис Јудеорум и право да спрече јеврејско насељавање које је мање од седам миља од града. То је приморало Јевреје да се населе на периферији или у ближим селима, на пример, у Маркусовце, Смижани, Будковцеи, а своју робу продавали су на сајмовима у Спишска Нова Вес.
У Замагурију је центар јеврејске заједнице била Спишска Стара Вес, у којој до 1801. године није било Јевреја, а десет година касније било их је 49. Први познати рабин Јоел Блоцх, водио је јеврејску матичну службу у овом граду на хебрејском. У матичним књигама он је евидентирао обрезивања, смрт, рођење и венчање.
Временом Хунцовце је постало средиште друштвеног, верског и економског живота у Спишу. У њему су се насељавале јеврејске породице почев од 1725. до 1730. године и с почетка 19. века. Они су чинили 34% становништва села, тако да је 1817. године било 852 Јевреја (или 252 јеврејске породице) или 1.301 особа у целом Спишском крају. У селу су саградили синагогу и трговали платном и вуном.
С почетка 19. века постоји релативно добар коегзистенција Јевреја и хришћана. На то указује податак да се гробница првог јеврејског рабина свих спишовских Јевреја, Саламона Перлстеина (1827—1869), налазила у једноставној цигленој крипти на локалном гробљу.
Током 1840. посебним декретом Мађарска је донела одлуку да се Јевреји могу без ограничења бавити трговином, занатима, али и књижевношћу, науком и слободно се кретати по земљи, ма где се населили, осим по рударским градовима.
Ипак, градови у Спишу одупрли су се насељавању Јевреја и тако је само Хунцовце остало главно седиште јеврејске заједнице и центар образовања.
После 1840. године, јеврејска школа Хунтс промовисана је у Ввишу јеврејску школа - јешиву, која је била једна од најпознатијих јеврејских рабинских школа. За то је био заслужан рабин Самуел Росенберг, аутор опсежног дела Самуел Спринг (Беир Сзмуеил) о новом погледу на ритуално купатило у микве. Дело је објављено тек након његове смрти 1923. године. Школа је образовала стотине нових рабина.
Почетком 19. века Јевреји из Хунцовца почели су да оснивају нове радње у Кежмароку, али то није било лако. Град се опирао њиховом насељавању и зато су Јевреји морали напустити град увече и вратити се у оближње Хунцовце.
Због лошијих услова живота сиромашније породице напуштале су Хунцовице и потражиле нове домове у Спишу и населили се у Пављани и Спишком Подхрадју (које је од 1853. године било седиште јеврејске матичне службе).
Од друге половине 19. века Јевреји су долазили у Спишску Нову Вес и у њој заузимали важније положаје у друштвеном животу и у јавној управи. Јевреји су у овом граду одиграли важну улогу у слободним професијама. Сеобу је помогао завршетак пруге Кошице-Бохумин. Ово је омогућило важнијим Јеврејима да се преселе у град, а железница им је омогућила профитабилније пословање, тако да је 1890-тих у Спишкој Новој  Веси живело 400 Јевреја. Град је постао седиште рабината. Први рабин био је Арон Краусз, који је био на челу рабината од 1899. до 1929. године. Дугогодишњи председник верске заједнице и један од њених оснивача био је Шимон Полак. Он је у граду је основао трговину мешовитом робом, био је суоснивач Роботницка спорителна и био је значајно укључен у изградњу синагоге која је освећена 1899. године, а завршена 1900. године. Била је то највећа синагога у Спишској жупи. У синагоги је постојала јеврејска школа. Јевреји у граду заузели су одлучне ставове и стекли одговарајуће друштвено признање. Били су власници пилане, пословали су у хотелијерству и финансијама. Основали су штампарије, новине, модерне производне погоне. Организовали су добротворне активности, бавили се физичким васпитањем и удружењима младих. Међу важнијим породицама биле су породица Клеиберг, породица Полак, породица Еицхлер, породица Сапирер, породица Зинер и друге. Године 1905 Јевреји су постали и пуноправни чланови књижевног друштва израелског Мигиар Иролдалми Тарсулата са националним делокругом. Јевреји су припадали градској елити.
Ортодоксни Јевреји
Јеврејске верске заједнице у Спишу остале су углавном ортодоксне, тако да је 1905. године, донет нови статут за ортодоксне јеврејске заједнице који је био одобрен. Леополд (Лемл) Спитзер, који је дошао из Врбове (1908  - октобар 1944), постао је главни рабин.
Спишко Подхрадје је постао центар ортодоксних чланова верских заједница у Кромпахи, Гелњице, Смолњик, Маргецани, Јакловце, Маркушовце, Спишке Влахи, малој заједници у Спишска Нова Вес и Левоча.

## Историјски услови на тлу Словачке у 20. веку
Територија данашње Словачке обухватала је северни регион Краљевине Мађарске од једанаестог века до распада Аустроуарске монархије после Првог светског рата, када је постала део Чехословачке.
Словачки јеврејски идентитет први пут се појавио након Првог светског рата као резултат прегруписавања  јеврејског становништва на територији нове државе Чехословачке. Иако би Чехословачка била најповољније окружење за Јевреје у међуратној источно-централној Европи, шок распадом Монархије и насиље усмерено против јеврејске имовине које је пратило промену режима отежало је транзицију. Уз владину подршку јеврејској националности као новој категорији националне припадности подржала је већина Јевреја у Словачкој, а јеврејски национални покрет тежио је обједињавању расцепканог јеврејског становништва по националним линијама.
Емиграциони ционизам на простору Чехословачке ојачао је 1930-тих година како су се појачавао антисемитизам и напор за оснивање словачке националне аутономије.
Минхенски споразум из септембра 1938. довео је до брзог распада Чехословачке и успостављања клерофашистичке словачке државе коју је предводио монсињор Јозеф Тисо. У марту 1939. Јевреји у словачкој држави настојали су да избегну депортације започете у марту 1942. бежећи у Мађарску, која је сада обухватала јужне делове бивше словачке територије додељене Мађарској Бечком арбитражом новембра 1938. Депортације из Словачке су се одвијале између 25. марта и 20. октобра 1942, а затим су настављене од 30. септембра 1944. до 31. марта 1945. Депортације са територија припојених Мађарској на основу бечке арбитраже догодиле и у мају и јуну 1944. године, након немачке окупације земље у марту 1944. Приближно 105.000 словачких Јевреја или 77% њихове предратне популације умрло је током рат, Словаци су их оптужили да су Мађари, а Мађари да су присталице Чехословачке против мађарских интереса.
Од приближно 30.000 Јевреја који су боравили у Словачкој након завршетка рата и обнове Чехословачке, хиљаде Јевреја емигрирало је у новостворену државу Израел, у Сједињене Америчке Државе, Канаду, Аустралију и друге земље након успостављања Чехословачке.
У саставу Чехословачке, Словачка је била до распада државе и мирног разграничења 1993. године, осим у годинама Другог светског рата, када је функционисала као посебна словачка држава под патронатом нацистичке Немачке.
Јеврејска заједница данашње Републике Словачке (која броји мање од 2.000 припадника) настоји да се опорави и сачува историју којој прети нестанак уништавањем предратне јеврејске заједнице током Холокауста и тишином Словачке власти у време комунистичке ере.

## Увод у холокауст
После Минхенског споразума из септембра 1938. године, Словачка је једнострано прогласила своју аутономију у саставу Чехословачке, али је изгубила значајну територију од Мађарске споразумом Прва бечка награда, потписаном у новембру. Следеће године, уз немачко охрабрење, владајућа етно-националистичка Словачка народна партија прогласила је независност од Чехословачке. Државна пропаганда кривила је Јевреје за територијалне губитке. Јевреји су били на мети дискриминације и узнемиравања, укључујући конфисковање имовине и предузећа. Искључење Јевреја из економије осиромашило је заједницу, што је охрабрило владу да их регрутује на принудни рад.
Пре 1939. Словачка никада није била независна земља; њена територија је хиљаду година била део Краљевине Угарске. На територији данашње Словачке документовано је седамнаест средњовековних јеврејских заједница али значајно јеврејско присуство окончано је протеривањима после мађарског пораза у бици код Мохача 1526. године. Многи Јевреји су се досељавали у седамнаестом и осамнаестом веку. Јевреји из Моравске су се населили западно од планина Татре, формирајући Јевреје из Оберланда, док су се Јевреји из Галиције населили источно од планина, формирајући посебну заједницу (Унтерландер Јевреји) под утицајем хасидизма.  Због раскола у мађарском јеврејству, заједнице су се средином деветнаестог века поделиле на православне (већину), Status Quo (мађарске Јевреје) и више асимилиране неолошке фракције. Након јеврејске еманципације, завршене до 1896. године, многи Јевреји су усвојили мађарски језик и обичаје како би напредовали у друштву.
Иако нису били толико интегрисани као Јевреји Чешке и Моравске, многи словачки Јевреји преселили су се у градове и придружили се свим професијама; други су остали на селу, углавном радећи као занатлије и трговци. Јевреји су предводили економске промене деветнаестог века које су довеле до веће трговине у руралним областима; до краја века око 70 процената банкара и бизнисмена у словачким земљама били су Јевреји.  Иако је нешто Јевреја подржавало словачки национализам, до средине 19. века антисемитизам је постао тема у словачком националном покрету, а Јевреји су означени као „агенти мађаризације“ и „најмоћнија потпора мађарској владајућој класи“, према наводима историчара Томаса Лормана. У западним словачким земљама избили су антијеврејски нереди у освит Револуције 1848; више нереда догодило се због Тисаесларове клевете у крви (убиство хришћанске деце како би се њихова крв користила у вршењу верских ритуала) 1882–1883. године. Традиционалном верском антисемитизму придружили су се стереотипни поглед на Јевреје као експлоататоре сиромашних Словака (економски антисемитизам) и национални антисемитизам: Јевреји су били снажно повезани са мађарском државом и оптужени да саосећају са мађарским на рачун словачких амбиција.
После Првог светског рата Словачка је постала део нове земље Чехословачке. Јевреји су живели у 227 заједница (1918. године), а њихова популација процењена је на 135.918 (1921. године). Анти-јеврејски нереди избили су након проглашења независности (1918–1920), иако насиље није било ни приближно озбиљно као у Украјини или Пољској. Словачки националисти повезали су Јевреје са чехословачком државом и оптужили их да подржавају чехословаштво. Оптужбе за клевете у крви догодиле су се у Тренчину и Шалавски Гемеру 1920. 1930-их је Велика депресија погодила јеврејске бизнисмене и такође повећала економски антисемитизам. Економска неразвијеност и перцепција дискриминације у Чехословачкој навели су велики део (око једне трећине) Словака да подрже конзервативну, етно-националистичку Словачку народну странку (Hlinkova slovenská ľudová strana: ХСЛС). ХСЛС је мањинске групе као што су Чеси, Мађари, Јевреји и Роми сматрала деструктивним утицајем на словачку нацију,  и представљала је словачку аутономију као решење словачких проблема.. Странка је почела да потенцира антисемитизам крајем касних 1930-их, након таласа јеврејских избеглица из Аустрије 1938. и антијеврејских закона које су усвојили Мађарска, Пољска и Румунија.

## Општине са највећим процентом Јевреја (1930)
Према подацима из документа: Пописа становништва Словачке 1930. године, проценат јеврејског становништво према религији у Словачкој је износио:
- Шаришске Луки ( данашњи део: ботуботице ) - 49,53% (315)
- Дунајска Стреда - 42,26% (2.654)
- Стропков - 37,19% (1,031)
- Медзилаборце - 34,31% (874)
- Вранов над Топљоу - 32,77% (936)*
- Хумење - 32,17% (1,812)
- Бардејов - 29,29% (2.264)
- Мицхаловце - 29,18% (3,386) и 29,4% (4,197) у 1940-има
- Галанта - 29,12% (1.274)
- Мразовце - 27,85% (22)
- Соцовце - 26,84% (1.055)
- Тополани (Михалово) - 25,11% (2,192)
- Краљовски Хлмец - 24,74% (810)
- Хорови - 23,29% (467)
- Собранце - 22,08% (336)
- Ладомирова - 20,99% (166)
- ХХануђовце над Топлу - 20,06% (271)
- Шарбов - 20,00% (28)
- Торнажа - 19,66% (682)
- Липани - 19,58% (283)

## Општине са највећим бројем Јевреја (1930)
Према Попис становништва из1930. године (јеврејско становништво према религији) општине са највећим бројем Јевреја биле су:
- Братислава - 14.882 (12,02%)
- Кошице - 11.195 (15,97%)
- Прешов - 3.965 (18,21%)
- Нитра - 3.809 (17,90%
- Мицхаловце - 3.386 (29,18%) и 4.197 (29,4%) током 1940-их
- Трнава - 2.728 (11,39%)
- Дунајска Стреда - 2.654 (42,26%)
- Нове Замки - 2.535 (11,29%)
- Жилина - 2.498 (14,31%)
- Лученец - 2.278 (14,74%)
- Бардејов - 2.264 (29,29%)
- Тополцани - 2.192 (25,11%)
- Комарно - 2.001 (9,46%)
- Хумене - 1.812 (32,17%)
- Тренчин - 1.539 (13,03%)
- Лево - 1.448 (11,51%)
- Пиештани - 1.344 (11,13%)
- Нове Место над Вахом - 1.309 (19,26%)
- Галанта - 1.274 (29,12%)
- Кежмарок - 1.166 (16,13%)

## Депортација Јевреја 1938.
Након Минхенског споразума, у којем је Чехословачки Судет припојила нацистичка Немачка, Словачка народна странка (ХСЛС) - видела је у томе корист и кроз словачку аутономије или независности - једнострано је најавила аутономију Словачке у оквиру Друге чехословачке републике.  ХСЛС је била етнонационалистичка странка, која је имала паравојно крило, гарду Хлинка. Пронацистичка немачка странка словачких Немца, такође је имала своје паравојно крило (нем.Freiwillige Schutzstaffel).
Јозеф Тисо, католички свештеник и вођа ХСЛС-а, постао је премијер словачке аутономне регије и под Тисовим вођством словачка влада отворила је преговоре у Комарну са Мађарском у вези са њиховом границом. Спор кроз арбитражу у Бечу водиле су нацистичка Немачка и фашистичка Италија. Мађарска је добила земљу у јужној Словачкој 2. новембра 1938. године, укључујући 40 посто обрадиве земље у Словачкој и 270.000 становника који су се изјаснили за чехословачку националност. Током 1. новембра, неколико Јевреја је ухапшено на промађарској демонстрацији у хотелу Карлтон у Братислави, агитујући да град буде припојен Мађарској. То је погоршало претходни антисемитски осећај ХСЛС-а и пружило ХСЛС изговор за акције против словачких Јевреја.
У новембру 1938. године, после Прве бечке арбитраже и губитка Јужне Словачке, руководство аутономне Словачке покренуло је депортације хиљада Јевреја у регион који је Мађарска требала преузети. Многи од њих су били приморани да уђу у појас земље дуж нове линије разграничења, између чехословачких и мађарских постојања, у ничију земљу, или ничију избегличку земљу која је настала померањем граница источно-централне Европе 1938. године.

Ова ничија земља била је нестабилан и променљив простор: током преноса власти на Јужну Словачку, као и касније ширење ове ничије земље унутар словачке територије - као екстериторијални простор у којима су нежељени Јевреји били у лимбу, на пример кампови на периферији Братиславе и око Црвеног моста.
Одмах по успостављању Словачке као државе 1938. године, влада је почела отпуштати своје запослене Јевреје. Комитет за решење јеврејског питања основан је 23. јануара 1939. године да би расправљао о антијеврејском законодавству.   Медији, које је спонзорисала држава, означавали су Јевреје као „непријатеље државе“ и словачке нације.  Пљачкана су јеврејска предузећа, а физички напади на Јевреје догађали су се спонтано и на подстицај гарде Хлинке и Freiwillige Schutzstaffel. У свом првом обраћању на радију након успостављања словачке државе 1939. године, Тисо је нагласио своју жељу да „реши јеврејско питање“; антијеврејско законодавство је била једина конкретна мера коју је обећао. Прогон Јевреја био је кључни елемент унутрашње политике државе.  Дискриминаторне мере утицале су на све аспекте живота, служећи изоловању и расељавању Јевреја пре него што су депортовани.
У данима након проглашења Прве бечке арбитраже, у Братислави су избили антисемитски нереди; новине су нереде правдале наводном подршком Јевреја Мађарској током преговора о подели. Адолф Ајхман, нацистички званичник који је послат у Братиславу, коаутор је плана са Тисом и другим ХСЛС политичарима за депортацију осиромашених и страних Јевреја на територију уступљену Мађарској. 
Између 4. и 7. новембра, 4.000  или 7600 Јевреја је депортовано, у хаотичној операцији сличној погрому у којој су учествовали стража Хлинка, Freiwillige Schutzstaffel, и немачка странка. Депортована су мала деца, старци и труднице.
Жртве су сакупљене, укрцаване у аутобусе и одвожене поред нове границе. Око 260 су били странци, попут аустријских Јевреја који су побегли у Чехословачку након аншлуса. Главнину депортованих чинили су Јевреји са некада пољским држављанством, који су били без држављанства јер су пољско држављанством изгубили живећи у иностранству. Међу депортованим била су и мала деца, старци и труднице.
Депортовани су се суочили са малтретирањем и застрашивањем гарде Хлинке и упозорењима да њихово присуство у Словачкој није пожељно и да ће се суочити са кривичном пријавом ако покушају да се врате.
Међутим, већина депортованих - не само словачких Јевреја, већ и пољских држављана и људи без држављанства - игнорисала је упозорење и вратила се кући, иако је то била незаконска акција, која је прећутно толерисана. На многим местима ревност страже Хлинке била је таква да су акцију наставили и након укидања наредбе; Јевреји из Вранова над Топжоуом протерани су 7. новембра. Четири Јевреја који су покушали да се врате у Банску Бистрицу поново су депортовани, али 70% од 292 Јевреја депортованих из Михаловца вратило се до 19. новембра 1938. године.
У почетку су многи Јевреји веровали да ће мере предузете против њих бити привремене. Ипак, неки су покушали да емигрирају и са собом понесу своју имовину. Између децембра 1938. и фебруара 1939. године, више од 2,25 милиона круна илегално је пребачено у Чешку, Холандију и Уједињено Краљевство; неки износи су пребачени легално. Словачки владини службеници искористили су околности за куповину имовине богатих јеврејских емиграната уз значајан попуст, претечу државног преноса јеврејске имовине у оквиру аријенизације.
Неколико дана касније, Тисо је отказао операцију; већини Јевреја је дозвољено да се врате кућама у децембру. 
Међутим преко 800 Јевреја  је током зиме било затворено у импровизоване кампове у Вељком Киру, Милославову и Шаморину на новој словачко-мађарској граници. Словачке депортације које су се догодиле непосредно након немачке депортације хиљада пољских Јевреја,  привукле су међународне критике, смањиле британске инвестиције, повећале зависност од немачког капитала и биле су проба за много опасније депортације почев од 1942. године.

### Одузимање јеврејске имовине
Одузимање јеврејске имовине означено као аријенизација, у Словачкој, био је чин искључивање Јевреја из привреде,  појачан  пропагандом ХСЛС-а, уз образложење да су Јевреји богатство стекли наводно угњетавањем сународника Словака.  
Између 1939. и 1942. године, ХСЛС-ов режим је добио широку народну подршку обећавајући словачким грађанима да ће их обогатити имовина одузета од Јевреја и других мањина.  Они су желели да стекну значајну суму новца; 1940. Јевреји су регистровали више од 4.322 милијарде словачких круна својине (38 процената националног богатства).  Процес је такође описан као „словакизација“,  пошто је словачка влада предузела кораке да обезбеди да украдени јеврејски посед добију етнички Словаци, уместо Немаца или других мањина. Захваљујући интервенцији Немачке странке и нацистичке Немачке, етнички Немци добили су 8,3 одсто украдене имовине,  али је већина немачких подносилаца захтева одбијена, подвлачећи слободу деловања словачке владе.
Први антијеврејски закон, усвојен 18. априла 1939. године и који се није систематски спроводио, био је numerus clausus (тржишна вредност) четвопроцентне квоте броја Јевреја којима је дозвољено да се баве адвокатуром; Јеврејима је такође било забрањено да пишу за не-јеврејске публикације.   Законом о земљишној реформи из фебруара 1940. године предато је 101.423 ха земље у власништву 4.943 Јевреја, више од 40 процената обрадиве површине; земља је званично прешла у државну у мају 1942.  Први закон о аријенизацији усвојен је у априлу 1940. Кроз процес познат као „добровољна аријенизација“, власници јеврејских предузећа могли би да предложе „квалификованог хришћанског кандидата" који би преузео најмање 51 одсто удела у компанији. Према закону, 50 предузећа од више од 12.000 је аријенизовано, а 179 ликвидирано. ХСЛС радикали су веровали да је добровољна аријенизација према Јеврејима била премекана. Ипак, средином 1940. положај Јевреја у словачкој економији био је углавном избрисан. 
На Салцбуршкој конференцији јула 1940. Немачка је тражила замену неколико чланова кабинета поуздано пронемачким радикалима.  Фердинанда Дурчанског је на месту министра унутрашњих послова заменио Александар Мах, који је антијеврејску политику словачке државе ускладио са немачком.  Још један резултат преговора у Салцбургу било је именовање официра СС-а Дитера Вислиценија за саветника за јеврејска питања у Словачкој, који је стигао у августу.  Циљ му је био да осиромаши јеврејску заједницу како би она постала терет за нејеврејске Словаке, који би се затим сложили да их депортују. На подстицај Вислиценија, словачка влада је створила Централни економски уред, на челу са словачким званичником Аугустином Моравеком и под Тукином контролом, септембра 1940.  Централна економска канцеларија имала је задатак да преузме власништво над јеврејском имовином. Јевреји су морали да пријаве имовину; њихови банковни рачуни (процењени на 245 милиона круна у августу 1941.) били су замрзнути, а Јеврејима је било дозвољено да повуку само 1.000 круна (касније 150) недељно.  На мети је било 22.000 Јевреја који су радили на плаћеним пословима: не-Јевреји су морали да добију дозволу Централне економске канцеларије за запошљавање Јевреја и да плаћају таксу.
У новембру је усвојен други закон о аријенизацији, којим се налаже експропријација јеврејске имовине и аријенизација или ликвидација јеврејских предузећа.  У коруптивном процесу који је надгледала Моравекова канцеларија, 10.000 јеврејских предузећа (углавном продавница) је ликвидирано, а остатак - око 2.300 - аријенизовано.   Ликвидација је користила малим словачким предузећима која су се такмичила са јеврејским предузећима, а аријенизација је примењена на веће компаније у јеврејском власништву које су стекли конкуренти. У многим случајевима, аријевци нестручни у послу склапали су договоре са бившим јеврејским власницима и запосленима како би Јевреји наставили да раде за компанију.  Аријенизација предузећа није донела очекивани приход у словачку благајну, а само 288 ликвидираних предузећа донело је приход држави до јула 1942. Аријенизација и ликвидација предузећа била је скоро завршена до јануара 1942, што је резултирало тиме да је 64.000 од 89.000 Јевреја изгубило средства за издржавање.  Изазвано јеврејско осиромашење представљао је кључни социјални проблем словачке владе све док незапослени Јевреји нису депортовани 1942. године.  
Аријенизација је резултирала огромним финансијским губицима за Словачку и великим уништењем богатства. Држава није успела да прикупи значајна средства од продаје јеврејске имовине и предузећа, а највећи део добити стекла је одузимањем јеврејских банкарских рачуна и финансијских хартија од вредности. Главни корисници аријенизације били су чланови словачких фашистичких политичких партија и паравојних група, који су били жељни да стекну јеврејску имовину, али су имали мало стручности за вођење послова.  Током постојања Словачке Републике, влада је од аријенизације стекла 1.100 милиона круна и потрошила 900–950 милиона на спровођење антијеврејских мера. Године 1942. платила је немачкој влади додатних 300 милиона круна за депортацију 58.000 Јевреја.

### Јеврејски центар
Када је Вислицени стигао, све организације јеврејске заједнице су распуштене и Јевреји су били приморани да формирају Јеврејски центар (ЈЦ), потчињен Централном економском уреду у септембру 1940.  Први Judenrat изван Рајха и окупиране Пољске, је била једина секуларна јеврејска организација којој је било дозвољено да постоји у Словачкој; чланство је било потребно за све Јевреје.  Лидери јеврејске заједнице били су подељени око тога како да одговоре на овај развој догађаја. Иако су неки тврдили да ће се ЈЦ користити за спровођење антијеврејских мера, више их је учешће у ЈЦ-у видело као начин да помогну својим сународницима Јеврејима одлагањем спровођења таквих мера и ублажавањем сиромаштва.  Први вођа ЈЦ био је Хајнрих Шварц, који је најбоље како је могао осујетио антијеврејске наредбе: саботирао је попис Јевреја у источној Словачкој који је имао за циљ да оправда њихово уклањање ка западу земље; Вислицени га је ухапсио у априлу 1941.   Централни економски уред именовао је кооперативнијег Арпада Себестијена као Шварцову замену. Вислицени је основао Одељење за посебне послове у ЈЦ како би осигурао брзу примену нацистичких декрета, именујући колаборационисткињу Карол Хохберг (бечки Јевреј) за директора. 

### Принудни рад
Јевреји који су служили војску издвојени су у радну јединицу у априлу 1939. године и лишени су чина на крају године. Од 1940. године, мушки Јевреји и Роми били су обавезни да раде за националну одбрану (обично рад на грађевинским пројектима) два месеца сваке године. Сви регрути Јевреји или Роми распоређени су у Шести радни батаљон, који је наредне године радио на војним објектима у Сабинову, Липтовском Петеру, Лабу, Сватом Јури и Зохору. Иако је Министарство унутрашњих послова вршило притисак на Министарство одбране да пусти Јевреје на депортацију 1942. године, оно је то одбило. Батаљон је распуштен 1943. године, а јеврејски радници су послати у радне логоре. 
Прве радне центре основао је ЈЦ почетком 1941. као курсеве за преквалификацију Јевреја који су били протерани у незапосленост; 13.612 Јевреја се пријавило за курсеве до фебруара, што је далеко премашило капацитет програма. Словачка влада је 4. јула издала декрет којим се регрутују сви Јевреји од 18 до 60 година на рад.  Иако је ЈЦ морао да допуњава радничку плату како би испунио законски минимум, радни логори су знатно повећали животни стандард Јевреја осиромашених аријенизацијом. До септембра, 5.500 Јевреја обављало је физички рад у приватним предузећима у око 80 малих центара, од којих је већина распуштена у последњим месецима 1941. године као део припрема за депортацију. Изградња три већа кампа - Серед, Новаки и Вихне - започета је у септембру те године. 

### Јеврејски законик
У складу са католичким учењем о раси, антисемитски закони у почетку су Јевреје дефинисали према религији, а не према пореклу; Јевреји који су крштени пре 1918. године сматрани су хришћанима.   До септембра 1940. Јеврејима је забрањено средњошколско и високо образовање и све нејеврејске школе, као и поседовање моторних возила, спортске опреме или радија.  Локалне власти су саме увеле анти-јеврејске мере; шеф регије Шариш-Земплин наредио је локалним Јеврејима да носе жуту траку око леве руке од 5. априла 1941. године, што је доводило до физичких напада на Јевреје.  Средином 1941. године, када се тежиште померило ка ограничавању грађанских права Јевреја након што су аријенизацијом лишени имовине, формирано је Одељење 14, Министарства унутрашњих послова за спровођење антијеврејских мера.
Словачки парламент усвојио је Јеврејски законик 9. септембра 1941. године, који је садржавао 270 анти-јеврејских чланака. На основу Нирнбершких закона, законик је дефинисао Јевреје у смислу порекла, забранио мешовите бракове и захтевао да сви Јевреји старији од шест година носе жуту звезду. Јеврејски законик искључио је Јевреје из јавног живота, ограничавајући сате у којима су смели да путују и купују и забрањивао им клубове, организације и јавне догађаје.  Јевреји су такође морали да плате порез од 20 одсто на сву имовину. Владина пропаганда хвалила се да је Јеврејски законик најстрожи скуп анти-јеврејских закона у Европи. Председник је могао да наложи изузећа штитећи поједине Јевреје од закона. Запослени Јевреји у почетку су били изузети од неких захтева законика, попут ношења звезде.
Католичка црква је критиковала расну дефиницију Јевреја, а обраћеници су на крају изузети од неких захтева.  Хлинка гарда и Freiwillige Schutzstaffel повећали су нападе на Јевреје, свакодневно ангажовани у антисемитским демонстрацијама и критиковањем оних који су оцењени као недовољно антисемитски. Закон је Централној економској канцеларији омогућио да присили Јевреје да промене пребивалиште. Ова одредба је ступила на снагу 4. октобра 1941. године, када је 10 000 од 15 000 Јевреја у Братислави (који нису били запослени или венчани) добило налог да се пресели у четрнаест градова.  Пресељење је платило и обавило Одељење за посебне задатке ЈЦ. Иако је Јеврејима наређено да оду до 31. децембра, мање од 7.000 људи преселило се до марта 1942. 

## Депортација Јевреја из Словачке 1942.

### Планирање
Највиши нивои словачке владе били су упознати крајем 1941. године са масовним убиствима Јевреја на територијама окупираним Немцима.  У јулу 1941. Вислицени је организовао посету словачких државних званичника у неколико кампова које је водила Организација Шмелт, која је затворила Јевреје у Источној Горњој Шлезији да би их запослила на принудном раду у Рајхсаутобану. Посетиоци су схватили да Јевреји у логорима живе у условима који ће на крају проузроковати њихову смрт.  Словачки војници учествовали су у инвазијама на Пољску и Совјетски Савез;  донели су вест о масовном стрељању Јевреја и учествовали у најмање једном од масакра. Неки Словаци су знали за масакр у Камијанетс-Подилски 1941. године, у којем је у западној Украјини стрељано 23.600 Јевреја, од којих су многи депортовани из Мађарске.  Министар одбране Фердинанд Чатлош и генерал Јозеф Туранец пријавили су масакре у Житомиру Тисоу до фебруара 1942.  И бискуп Карол Кметко и папин службеник Ђузепе Бурцио конфронтирао се са председником поузданим извештајима о масовном убиству јеврејских цивила у Украјини.  Међутим, словачка влада није била упозната са нацистичким планом да побије све Јевреје.
Средином 1941. године Немци су тражили (по претходним уговорима) још 20.000 словачких радника да раде у Немачкој. Словачка је одбила да пошаље Словаке и уместо тога понудила је једнак број јеврејских радника, иако није желела да буде оптерећена њиховим породицама.  Писмо упућено 15. октобра 1941. године указује на то да се праве планови за масовна убиства Јевреја у округу Лублин како би се направило места за депортоване Јевреје из Словачке и Немачке. Крајем октобра Тисо, Тука, Мах и Чатлош посетили су Вучју јазбину (близу Растенбурга, Источна Пруска) и састали се са Адолфом Хитлером. О овом састанку, на којем се вероватно прво разговарало о депортацији Јевреја из Словачке, није преживео ниједан запис, што је довело до историографске расправе о томе ко је предложио ту идеју.  Чак и ако су Немци дали понуду, словачка одлука није била мотивисана немачким притиском.   У новембру 1941. године, словачка влада је дозволила немачкој влади да депортује 659 словачких Јевреја који живе у Рајху и Протекторату Чешке и Моравске у окупирану Пољску,   с тим да се њихова одузета имовина пренесе Словачкој. Ово је био први корак ка депортацији Јевреја из Словачке,  о чему је Тука разговарао са Вислиценијем почетком 1942. Као што је назначено у телеграму немачког амбасадора у Словачкој Ханса Лудина, Словаци су одговорили „са одушевљењем“ на ту идеју.
Тука је представио влади предлоге за депортацију 3. марта, а о њима се расправљало у парламенту три дана касније. Парламент је 15. маја усвојио Уредбу 68/1942, која је ретроактивно легализовала депортацију Јевреја, одобрила одузимање њиховог држављанства и регулисала изузећа.   Противљење је било усредсређено на економске, моралне и правне препреке, али, као што је Мах касније рекао, „сваки законодавац који је говорио о овом питању рекао је да се треба отарасити Јевреја“. Католички представник и епископ Спиша, Јан Војташшак, само је тражио посебна насеља Јевреја у Пољској који су преобраћени у хришћанство. Словаци су се сложили да плате 500 рајхсмарака по депортованом Јевреју (наводно за покривање склоништа, хране, преквалификације и становања)  и додатну накнаду за транспорт. Накнада од 500 рајхсмарака била је еквивалент око 125 америчких долара у то време, 2,000 америчких долара данас. Немци су у замену обећали да се Јевреји никада неће вратити, а Словачка би могла задржати сву одузету имовину.  Осим Независне Државе Хрватске (која је плаћала 30 рајхсмарака по особи), Словачка је била једина земља која је платила да депортује своје јеврејско становништво.  Према историчару Доналду Блоксхаму, „чињеница да је режим Тисоа пустио Немачку да обавља прљаве послове не би требало да крије њену жељу да „очисти“ економију и на крају друштво у име „христијанизације".

### Прва фаза
Првобитни план депортације, одобрен у фебруару 1942, подразумевао је депортацију 7.000 жена у Аушвиц и 13.000 мушкараца у Мајданек.  Одељење 14 је организовало депортације,   док је словачко Министарство саобраћаја обезбедило вагоне за стоку.   Спискове оних који ће бити депортовани саставило је Одељење 14 на основу статистичких података које је пружило Одељење за посебне задатке Јеврејског центра. У граничној станици у Звардону, стража Хлинке предала је транспорте немачкој полицији.  Словачки званичници су обећали да ће депортованима бити дозвољен повратак кући након одређеног периода, а многи Јевреји су у почетку веровали да је боље да се пријаве за депортацију, а не да ризикују одмазде над њиховим породицама. 25. марта 1942, први превоз је кренуо из транзитног логора Попрад за Аушвиц са 1000 неудатих Јеврејки између 16 и 45 година. Током првог таласа депортација (који се завршио 2. априла), 6.000 младих Јевреја је депортовано у Аушвиц и Мајданек.
Припадници гарде Хлинке, Freiwillige Schutzstaffel-а, и жандармерије су били задужени за сакупљање Јевреја, чување транзитних центара и на крају убацивање у возове за депортацију. У сваком од концентрационих центара био је смештен немачки официр. Службена изузећа требала су да спрече депортацију одређених Јевреја, али су локалне власти понекад депортовале и изузетке. Премлаћивање и насилно бријање били су уобичајена појава, као и подвргавање Јевреја инвазивним претрагама ради откривања скривених драгоцености. Иако су неки стражари и локални званичници примали мито како би спречили превоз неких Јевреја, жртва би се обично депортовала следећим возом. Други су искористили своју моћ да силују Јеврејке. Јевреји су смели да понесу само 50 kg личних предмета са собом, али чак је и ово често крадено. 

## Затишје у 1943. пред нову депортацију
Током 1943. године примена антијеврејских закона се смањила, а многи Јевреји престали су да носе жуту звезду. Ипак, преостали Јевреји - чак и они са изузећима - живели су у сталном страху од депортације.  ЈЦ је радио на побољшању услова за раднике у словачким камповима  и на повећању продуктивности, на јачању подстицаја да задрже своје раднике у Словачкој.  1943. године радни логори су за Словачку државу зарадили 39 милиона круна.   Заустављање депортација из Словачке омогућило је Радној групи покретање Плана Европа, неуспешног покушаја подмићивања шефа СС-а Хајнриха Химлера да поштеди преживеле Јевреје под немачком окупацијом.  Такође су шверцовали помоћ Јеврејима у Пољској,  и помагали пољским Јеврејима да побегну у Мађарску преко Словачке.  Крајем априла 1944. године двојица избеглих из Аушвица, Рудолф Врба и Алфред Вецлер, стигли су до Словачке. Радна група је свој извештај послала Мађарској и Швајцарској; до западних савезника стигао је у јулу.
После Стаљинградске битке и других преокрета у рату на истоку, словачки политичари схватили су да је немачки пораз вероватан.  Неки политичари ХСЛС-а (посебно они из радикалне фракције) окривили су Јевреје за економске неуспехе и агитовали за депортацију преосталог становништва. Мах је 7. фебруара 1943. на скупу у Ружомбероку најавио да ће транспорти ускоро бити настављени. Почетком 1943. године, Хлинка гарда и Одељење 14 припремали су се за наставак депортација: регистровање Јевреја, укидање економских изузећа и ловљење сакривених Јевреја. План за отпрему четири воза између 18. и 22. априла није спроведен. Као одговор на запрећени наставак, словачки бискупи су 8. марта издали пасторално писмо на латинском језику у којем осуђују антисемитизам и тоталитаризам бранећи права свих Јевреја.  Немачка је вршила све већи притисак на државу Словачку да преда преостале Јевреје 1943. и 1944. године, али словачки политичари нису пристали да наставе депортације.
Крајем 1943. водећи војни официри и интелигенција формирали су Словачко национално веће како би планирали побуну; веће је ујединило и комунистичке и демократске противнике режима. Други антифашисти повукли су се у Карпатске планине и формирали партизанске групе.  Припреме за устанак изазвале су помешана осећања код преосталих словачких Јевреја, који су се плашили да ће устанак донети уништење њихове заједнице. Тајне групе организоване су у радним камповима Серед  и Новаки.  Словачке власти почеле су да поново региструју Јевреје у јануару 1944. године, што је навело неке да побегну у Мађарску. 19. марта 1944. Немачка је напала Мађарску, укључујући Карпатску Рутенију и подручја која је Чехословачка уступила 1938. године.  Словачки Јевреји који су пребегли у Мађарску покушали су да се врате, али су многи ухапшени на граници и депортовани директно у Аушвиц. Словачки амбасадор у Будимпешти, Јан Спишијак, издао је документе за 3.000 Јевреја омогућавајући им да легално пређу границу што је довело до укупног броја Јевреја у Словачкој на 25.000. Између 14. маја и 7. јула из Мађарске је депортовано 437 000 Јевреја, највише у Аушвиц; укључујући и многе словачке Јевреје у земљи. Да би се супротставила уоченој безбедносној претњи Јевреја у региону Шариш-Земплин са линијом фронта која се кретала према западу, словачка влада је 15. маја 1944. наредила Јеврејима да се преселе у западни део земље.

## Депортација Јевреја из Словачке од 1944. до 1945)

### Немачка инвазија
Забринута због пораста отпора, Немачка је напала Словачку; ово је убрзало Словачки национални устанак, који је избио 29. августа 1944.   Побуњеничке снаге заузеле су централну Словачку, али су поражене 27. октобра код Банске Бистрице. Партизани су се повукли у планине и наставили герилски рат 1945.  Изабрана је нова влада, чији је премијер био Тисов рођак Штефан; Јозеф је остао председник.  Папски службеник chargé d'affaires Бурзио се састао са Тисом 22. и 29. септембра, називајући Тисоа лажовом када је председник негирао знање о депортацијама.  Папа Пије XII наложио је Бурзију да Тисоу каже да Ватикан осуђује прогон појединаца због њихове расе или националности.  Сједињене Државе и Швајцарска издале су формалне протесте против депортације Јевреја. Словачка пропаганда је за устанак кривила Јевреје и Чехе.  Ипак, словачка влада је више волела концентрацију Јевреја у концентрационим логорима у Словачкој од њихове депортације. Тисо је тражио да Немци поштеде барем крштене Јевреје и оне у мешовитим браковима, али су његови захтеви игнорисани.
Побуна је Немцима пружила прилику да спроведу Коначно решење у Словачкој. Против-јеврејске акције номинално је контролисало словачко Министарство одбране, али у пракси су Немци диктирали политику.  За разлику од депортација 1942. године, регрутације Јевреја организовале су и спроводиле немачке снаге. СС официр Алојз Брунер, који је учествовао у организацији превоза Јевреја из Француске и Грчке,  стигао је у Словачку да договори депортацију преосталих Јевреја у земљи. СС јединица Ајнзацгрупе Х, основана је да би сузбила устанак одмах након његовог почетка и регрутовала Јевреје и Роме.  Локални сарадници, укључујући SS-Heimatschutz, Freiwillige Schutzstaffel и Хитна одељења гарде Хлинка,  били су од суштинског значаја за рад Ајнзацгрупе Х.  
Након започињања устанка, хиљаде Јевреја побегло је у планинску унутрашњост и подручја под контролом партизана око Банске Бистрице,  укључујући и многе који су напустили радне логоре након бекства стражара. Око 1600 до 2000 Јевреја борило се као партизани, десет посто од укупне побуњеничке снаге,  иако су многи крили свој идентитет због антисемитизма у партизанском покрету. Словачко национално веће поништило је антијеврејско законодавство у ослобођеним областима, али став локалног становништва варирао је: неки су ризиковали животе да би сакрили Јевреје, а други их предавали полицији. За разлику од 1942. године, за спасиоце је важила смртна казна;  већина је пружала помоћ уз накнаду, мада је било и случајева несебичног спасавања.  Многи Јевреји провели су шест до осам месеци у импровизованим склоништима или бункерима у планинама,  док су се други скривали у кућама не-Јевреја. Без обзира на то, Јеврејима је био потребан новац за шест до осам месеци животних трошкова и помоћ не-Јевреја који су желели да пруже помоћ. Неки од Јевреја у склоништима морали су се вратити кући касније зими, ризикујући да буду заробљени због глади и хладноће.  Живети отворено и наставити рад са лажним папирима обично је било могуће само у Братислави.

### Сакупљање
Заробљени Јевреји накратко су затварани у локалним затворима или у канцеларији Ајнзацгрупе Х у Братислави, из које су их слали у Серед на депортацију. Локалне власти су обезбедиле спискове Јевреја, а многи локални становници такође су издали Јевреје.   У првој половини септембра догодиле су се велике рације у Топољчанима (3. септембра), Тренчину и Њитри (7. септембра), током којих је ухапшено и затворено 616 Јевреја у Илави и Середу.  У Жилини је ухапшено стотине Јевреја током ноћи 13/14 септембра. Жртве су депортоване у Серед или Илаву, а одатле у Аушвиц, где је већина убијена.  Ајнзацгрупа Х је известила да су неки Јевреји успели да побегну због недовољног броја особља, али да су и Немци и Словаци генерално подржавали депортовање и помагали у проналажењу Јевреја. Након пораза устанка, немачке снаге су такође ловиле Јевреје који су се скривали у планинама.  Иако је већина жртава ухапшена током прва два месеца окупације, лов на Јевреје настављен је до 30. марта 1945. године, када је један јеврејски затвореник одведен у Серед само три дана пре ослобађања логора. 
Неки Јевреји су ухапшени у Братислави до 20. септембра. У ноћи  28/29 септембра извршена је највећа рација у граду, око 1.600 Јевреја је ухапшено и одведено у Серед.   Амбасада Сједињених Држава организовала је заштиту за око 300 Јевреја са страним држављанством, сместивши их у замак у Марјанки. Брунер је напао замак 11. октобра; сви затвореници, осим тројице, одведени су у Серед и депортовани у Аушвиц 17. октобра.  Средином октобра, у бившем Јеврејском центру основана је канцеларија за лов на Јевреје који се крију, који су заробљене Јевреје мучили да открију имена и адресе других Јевреја. Једној до две хиљаде Јевреја који су остали у Братислави наређено је да се предају 20. новембра или им прети затвор, али мало ко је то учинио. Половина Јевреја ухапшених након 19. новембра налазила се у Братислави, већина се скривала са лажним папирима. Хенри Дунанд из Црвеног крста обезбедио је средства за тајну групу коју је предводио Арнолд Лазар, која је Јеврејима пружала новац, храну и одећу у скривању у Братислави.
Концентрациони логор Серед био је примарни објекат за интернирање Јевреја пре њихове депортације. Иако превоза није било до краја септембра, Јевреји су доживели оштар третман (укључујући силовање и убиства) и озбиљну пренатрпаност, јер је становништво нарасло на 3.000 - више него двоструко од предвиђеног капацитета.   Брунер је крајем септембра преузео управу логора од словачке владе. Око 11.700 људи депортовано је у једанаест тура;  првих пет (од 30. септембра до 17. октобра) отишло је у Аушвиц, где је већина жртава убијена гасом. Последњи превоз до Аушвица, 2. новембра, стигао је након затварања гасних комора. Каснији транспорти кренули су за Захсенхаузен, Берген-Белзен, Равензбрик и Терезијенштат. 
Два мала транспорта кренула су из Чадца за Аушвиц 1. и 5. септембра; Фатран процењује да је укупан број депортованих био око 400. У септембру и октобру, најмање 131 особа је депортована из Словачке преко Закопана; два транспорта су се завршила у Кракову-Плашову, а трећи у Аушвицу. Превоз из Прешова, који је кренуо 26. новембра, завршио је у Равензбрику. Према чехословачкој кривичној истрази, још 800 Јевреја је депортовано у два транспорта из источне Словачке 16. октобра и 16. децембра. Детаљи о превозу који полазе са локација које нису Серед су делимични а укупан број депортованих није познат. Словачки историчар Иван Каменец проценио је да је током 1944. и 1945. депортовано 13.500 Јевреја, од којих је 10.000 умрло,   али израелска историчарка Гила Фатран и чешка историчарка Ленка Шинделарова сматрају да 14.150 депортованих може бити верификовано и да права цифра може бити већа.  Словачки режим је такође пребацио неколико стотина политичких затвореника у немачки притвор. Депортовани у концентрациони логор Маутхаузен, многи су тамо умрли.

### Масакри
Након инвазије Немаца, у Словачкој је убијено око 4.000 људи, углавном од стране Ајнзацгрупе Х, али и уз помоћ локалних сарадника. Отприлике половина (2.000) жртава били су Јевреји;   међу осталим жртвама били су партизани, присталице устанка и Роми. Једно од првих погубљења догодило се у округу Тополчањи, где је започето масовно окупљање Јевреја. Многи ухапшени Јевреји одведени су у Серед ради депортације, али је 53 стрељано у Њемчицама 11. септембра. Највеће погубљење било је у Кремничкој, малом селу удаљеном 6 км далеко од Банске Бистрице. По заузимању побуњеничког упоришта, Јевреји, партизани, Роми и други ухапшени у том подручју држани су у затвору у граду. Од тога, 743 људи су у Кремничку доведени на погубљење између новембра и марта. Међу жртвама је било 280 жена и 99 деце; половина су били Јевреји. Стотине људи убијено је у оближњем селу Њемецка, где су тела жртава спаљена након стрељања.  Звољенско јеврејско гробље коришћено је као место извршења; након завршетка рата ексхумирано је 218 тела.

## Важне знаменитости Јевреја у Словачкој

### Синагоге
- Синагога у Лученецу
- Синагога у Прешову
- Синагога у Ступави
- Синагога у Банској Штиавници
- Синагога у Братислави
- Синагога у Брезну
- Синагога у Битчи
- Синагога у Галантеу
- Синагога у Хунцовце
- Синагога у Кошицама
- Синагога у Липтовском Микулашу
- Синагога у Лученецу
- Синагога у Малацкију
- Синагога у Нитри
- Синагога у Нове Замки
- Православна синагога у Прешову
- Синагога у Сенецу
- Синагога у Спишскы Подхрад
- Синагога у Ступави
- Синагога статус куо анте у шаховима
- Синагога у Шаморину
- Синагога у Шуранима
- Синагога у Тренчину
- Синагога статус куо анте у Трнави
- Православна синагога у Жилини
- Неолошка синагога у Жилини

### Остали јеврејски споменици

#### Музеји и маузолеји
Јеврејско предграђе у Бардејову
Музеј јеврејске културе у Жилини
Музеј јеврејске културе у Жилини је једна од поставки Музеја јеврејске културе у Братислави у малој синагога у Жилини у којој је представљен молитвени простор, са изложеним сакралним предметима. Синагога у Прешову део је комплекса јеврејских комуналних институција. Православна синагога, изграђена 1898. године је, двоспратна зграда без кула. Релативно строге новороманске-маварске фасаде буквално крије благу архитектуру синагоге. Богато украшени ентеријери са потпуно очуваним инвентаром спадају у најатрактивније јеврејске споменике у Словачкој.
Зграда се и данас користи као молитвени дом. Такозвани Барканијева колекција јудајке - експозиција Музеја јеврејске културе. Синагога је део вредног комплекса јеврејских комуналних институција (молитвени дом, чедар - јеврејска школа, рабин, ритуална кланица), који православна заједница Јевреја гради од 1880-тих на простору иза градских зидина.
Маузолеј Chatama Sofera у Братислави
Маузолеј је свечано отворен 2002. године на месту најстаријег јеврејског гробља у Братислави, основаног у 17. веку, када је породица Палфи дозволила Јеврејима да сахрањују своје мртве у близини утврђења замка. Гробље је коришћено до 1847. године.
Након велике поплаве која је задесила Братиславу, 1942. години већина гробница је поплављено. Сачуване су само 23 гробнице и 41 надгробна споменика, укључујући гробницу рабина Chatama Sofera.
Након модификација пута и изградње тунела током Другог светског рата, гробље се нашло знатно испод нивоа тла, а на крају је било покривено дебелим слојем бетона.
Промена политичког естаблишмента у Словачкој 1989. године и новчани доприноси Јевреја из целог света омогућили су реконструкцију објекта. Промена трасе трамвајске пруге обезбедила је простор за изградњу места за поштовање, потом су створени простори за посетиоце и реконструисане гробнице. Зграда маузолеја је номинован за упис у Унескову листи светске културне баштине.

- Гроб Мојсија Софера (са леве стране)
- Поглед на меморијални комплекс
- Поглед на спомен обележје

Музеј јеврејске културе у Братислави
Музеј јеврејске културе у Братислави је огранак Словачког националног музеја и истакнута је институција коју спонзорише држава која је данас посвећена очувању и промоцији јеврејске културе и уметности у Словачкој.
Музеј је основан 1993. године, заједно са неколико других специјализованих музеја националних мањина који живе на територији Словачке. Основана је као део нове државне политике која редефинише културни идентитет Словачке као део европског мултикултурног наслеђа.
Музеј одржава своје сталне поставке у четири словачка града и у будућности предвиђа успостављање других изложби у новообновљеним зградама синагога широм Словачке. Поред сталних поставки, Музеј у сарадњи са словачким регионалним музејима организује и посебне изложбе за промоцију јеврејске културе у местима која су некада била центри богатог јеврејског комуналног живота.
Подизање свести о богатом словачком јеврејском наслеђу један је од наших главних циљева. Иако често превиђани, словачки Јевреји играли су важну улогу у политичком, економском и културном животу друштва. Стога јеврејска историја мора бити поново уведена у општи културни контекст.
Музеј успешно организује изложбе у иностранству које промовишу богато словачко јеврејско наслеђе. Бројне презентације у разним европским земљама, Сједињеним Америчким Државама и Израелу активно су допринеле свести о Словачкој и европском контексту њене културе.
Музеј Јеврејске заједнице у Братислави
Кућа Комарно
Просторије Јеврејске верске заједнице у Кошицама

#### Гробља
У Словачкој је сачувано 693 идентификованих јеврејских гробља, од којих су многа оскрнављена и вандализована. Надгробне споменике често су крали несавесни људи, а мир мртвих нарушавали су вандали који су подлегли наивним причама о благу закопаном у јеврејским гробовима.
Гробља се налазе у свим регионима Словачке, чак и у неким удаљеним местима, служећи као камени сведоци о некадашњим јеврејским насељимаа у малим планинским селима.
Свако гробље је различито: нека садрже богате гробнице истакнутих грађана, док друга садрже једноставне матзевоте сеоских Јевреја.
Важно је напомнути да има још увек неистражених гробља широм североисточне Словачке, некада је владала помама за много занимљивим фолклорним украсним елеменатима, па тако она полако нестају са сваком новом кишом.
Очуван је и неоткривени број гробљанских капела. Међу значајнија гробља у Словачкој су:
- Јеврејско гробље у Банској Штиавници
- Јеврејско гробље у Липану
- Јеврејско гробље у Спишска Нова Вес
- Јеврејско гробље у Жилини

## Значајне личности међу словачким Јеврејима
- Rudolf Vrba (Walter Rosenberg)
- Alfréd Wetzler
- Richard Réti
- Gizela Fleischmannová
- Chatam Sofer
- Eugen Rosenberg
- Ivan Reitman[250]
- Tuvia Rübner[251][252]
- Shlomo Breznitz[253]
- Yehoshua Robert Büchler[254]
- Gila Fatranová[255][256]
- Adolf Frankl[257][258]
- Edita Ernst-Drori[259][260][261]
- Miri Fabian[262][263][264]
- Martin Gregor
- Ladislav Grosman
- Edita Grosmanová[265]
- Juraj Herz
- Ivan Kamenec
- Ján Kalina
- Agneša Kalinová
- Arieh Klein[266][267][268]
- Dušan Klein
- Geza Maroti Rintel
- Imi Lichtenfeld
- Leopold Lahola
- Egon Lánsky
- Filip Müller
- Akiva Nir
- Chaviva Reiková
- Arnošt Rosin[269][270][271]
- Ctibor Rybár[272][273]
- Otto Smik
- Juraj Spitzer
- Martin Spitzer
- Nathan Steiner[274][275]
- Viliam Steiner
- Selma Steinerová[276]
- Pavel Taussig[277]
- Viktor Tausk
- Pavel Traubner
- Jehuda Lahav
- Adolf Burger
- Tomáš Radil
- Jehuda Roth
- Juraj Stern
- Cvi Weinberg

### Журнали
- Büchler, Yehoshua (1991). „The Deportation of Slovakian Jews to the Lublin District of Poland in 1942”. Holocaust and Genocide Studies. 6 (2): 151—166. ISSN 8756-6583. doi:10.1093/hgs/6.2.151..
- Buchler, Y. R. (1996). „First in the Vale of Affliction: Slovakian Jewish Women in Auschwitz, 1942”. Holocaust and Genocide Studies. 10 (3): 299—325. ISSN 8756-6583. doi:10.1093/hgs/10.3.299..
- Fatran, Gila; Greenwood, Naftali (1994). „The "Working Group"”. Holocaust and Genocide Studies. 8 (2): 164—201. ISSN 8756-6583. doi:10.1093/hgs/8.2.164..
- Fatran, Gila (1996). „Die Deportation der Juden aus der Slowakei 1944–1945”. [The deportation of the Jews from Slovakia 1944–45]. Bohemia: Zeitschrift für Geschichte und Kultur der Böhmischen Länder (in German). 37 (37): 98—119. ISSN 0523-8587..
- Fedorčák, Peter (2015). „Proces s Vojtechom Tukom v roku 1946”. [The trial of Vojtech Tuka in 1946]. Človek a Spoločnosť (in Slovak). 18 (4): 41—52. ISSN 1335-3608..
- Frankl, Michal (2019). „Země nikoho 1938. Deportace za hranice občanství”. Forum Historiae. 13 (1): 92—115. S2CID 201508858. doi:10.31577/forhist.2019.13.1.7..
- Hallon, Ľudovít (2007). „Aryanization in Slovakia 1939-1945”. Acta Oeconomica Pragensia. 15 (7): 148—160. ISSN 1804-2112. doi:10.18267/j.aop.187..
- Kamenec, Ivan (2011). „Fenomén korupcie v procese tzv. riešenia "židovskej otázky" na Slovensku v rokoch 1938–1945" [The phenomenon of corruption in the so-called solutions to the "Jewish questions”. in Slovakia between 1938 and 1945]. Forum Historiae (in Slovak). 5 (2): 96—112. ISSN 1337-6861..
- Kubátová, Hana; Láníček, Jan (2016). „Jews and Gentiles in Central and Eastern Europe during the Holocaust in history and memory”. Holocaust Studies: 1—16. S2CID 151788822. doi:10.1080/17504902.2016.1209838..
- Legge, Jerome S. (2018). „Collaboration, Intelligence, and the Holocaust: Ferdinand Ďurčanský, Slovak Nationalism, and the Gehlen Organization”. Holocaust and Genocide Studies. 32 (2): 224—248. ISSN 8756-6583. doi:10.1093/hgs/dcy029..
- Lônčíková, Michala (2016). „Was the antisemitic propaganda a catalyst for tensions in the Slovak-Jewish relations?”. Holocaust Studies: 1—23. S2CID 151817674. doi:10.1080/17504902.2016.1209839..
- Nižňanský, Eduard (2011). „The discussions of Nazi Germany on the deportation of Jews in 1942 – the examples of Slovakia, Rumania and Hungary”. 59 (Supplement): 111—136. (PDF). Historický časopis.. ISSN 0018-2575.
- Nižňanský, Eduard (2014). „On Relations between the Slovak Majority and Jewish Minority During World War II”. Yad Vashem Studies. 42 (2): 47—90. ISSN 0084-3296..
- Nina Paulovičová (2018). „Holocaust Memory and Antisemitism in Slovakia: The Postwar Era to the Present”. Antisemitism Studies. 2 (1): 4—34. S2CID 165383570. doi:10.2979/antistud.2.1.02..
- Šindelářová, Lenka (2013). „Einsatzgruppe H in Slovakia during the Uprising, 1944-45, and Post-war Prosecutions”. Soudobé Dějiny. 20 (4): 582—603. ISSN 1210-7050. doi:10.51134/sod.2013.039..
- Ward, James Mace (2002). „"People Who Deserve It": Jozef Tiso and the Presidential Exemption”. Nationalities Papers. 30 (4): 571—601. ISSN 1465-3923. S2CID 154244279. doi:10.1080/00905992.2002.10540508..
- Ward, J. M. (2015). „The 1938 First Vienna Award and the Holocaust in Slovakia”. Holocaust and Genocide Studies. 29: 76—108. ISSN 8756-6583. doi:10.1093/hgs/dcv004..